# 美國建築
美國對建築學的貢獻之一为摩天大樓。那些大膽直線成為了它資本家能量的標誌。新建築技術和電梯的發明帶來新的可能性。在1884年第一座摩天大樓矗立在伊利諾伊州芝加哥市內。
路易斯·蘇利文（1856年-1924年）是一位了不起的現代建築師，他設計了一些最優美的摩天大樓。他最有才華的學生是坦率的弗兰克·劳埃德·赖特, 把設計私人住宅與傢具配置和露天場所的慷慨用途作為他的事業。他當中一個最響譽的大廈，誠然是最公開一個就是紐約的古根海姆美術館。
在第二次世界大戰之前移居到美國的歐洲建築師主導建築學的國際樣式。或許最具有影響力的移民就是密斯·凡·德·罗及格罗彼乌斯。兩位是德國的著名設計學校包豪斯的前主任。根據幾何學形式,他們大廈的樣式被稱讚了作為紀念碑對美國公司生活和被謔稱為"玻璃箱子"。
更加年輕的美國建築師譬如邁克爾·基夫反對嚴肅、後現代大廈以醒目等高線組成四四方方的外貌及暗示歷史建築風格的大膽裝飾。

## 相關主題
- 美國
- 建築
- 建築風格
- 美國文化